# Operación brasileña para la liberación de secuestrados por las FARC de 2010
La Operación brasileña para la liberación de secuestrados por las FARC de 2010 fue una operación de rescate llevada a cabo con autorización del gobierno colombiano encabezado por el presidente Álvaro Uribe, el Comité Internacional de la Cruz Roja (CICR) y el gobierno brasileño bajo Luiz Inácio Lula da Silva. La operación permitió la liberación del soldado Josué Daniel Calvo el 28 de marzo y del cabo Pablo Emilio Moncayo el 30 de marzo de 2010, ambos retenidos por las Fuerzas Armadas Revolucionarias de Colombia (FARC). También se anunció la entrega de los restos del capitán Julián Ernesto Guevara, aunque se retrasó por razones logísticas y de seguridad.
La mediación fue liderada por la senadora Piedad Córdoba, como representante de la organización Colombianos y Colombianas por la Paz, en coordinación con el CICR y con el respaldo logístico de helicópteros y tripulación brasileña.